# 懷茨維爾 (喬治亞州)
懷茨霍爾（英語：Whitesville）是位於美國喬治亞州哈里斯縣的一個非建制地區。該地的面積和人口皆未知。

## 地理
懷茨霍爾的座標為32°49′03″N 85°01′53″W / 32.81750°N 85.03139°W，而該地的平均海拔高度為220米（即722英尺）。